# PoP
ポイントオブプレゼンス（Point of presence, PoP、POP

）は、通信エンティティ間の、人為的な境界ポイントまたはネットワークインターフェイスポイントである。
例えば、A社とB社と2つの通信事業者があった場合に、A社の利用者とB社の利用者が通信できるのはPoPで両社のネットワークが接続されているからである。
ISPポイントオブプレゼンス(ISP point of presence)は、ユーザーがインターネットサービスプロバイダー（ISP）を使用してインターネットに接続できるようにするローカルアクセスポイントであり、実際には大手の電話会社や通信事業者が運営・維持している。
N-POP（ネットワーク・ポイント・オブ・プレゼンス）とは、ネットワーク機能が物理ネットワーク機能（PNF）またはVNFとして実装される場所のことである。
PoPは通常、サーバー、ルーター、ネットワークスイッチ、マルチプレクサー、およびその他のネットワークインターフェイス機器を収容し、通常はデータセンターに配置される。 
ISPには通常、複数のPoPがある。 PoPは、多くの場合、インターネットエクスチェンジポイントおよびコロケーションセンターに配置される
。 
米国ではこの用語は、ベル電話システムの裁判所命令による解散の際に重要になった。プレゼンスポイントは長距離通信事業者（IXC）がサービスを終了し、ローカル電話ネットワーク（ LATA ）への接続を提供できる場所だった
。